# کوسه (بوکان)
کوسه یا کوسته یکی از روستاهای شهرستان بوکان در استان آذربایجان غربی است. این روستا در ۲ کیلومتری جنوب غربی شهر بوکان قرار دارد.
کوسه در کنار سیمینه‌رود قرار دارد و جمعیت آن ۱۴۰ خانوار (حدود ۸۰۰ نفر) است.
اقتصاد روستا برپایه کشاورزی، دامداری و باغبانی است و صنایع دستی آن قالیبافی، جوراب‌بافی و کلاه‌بافی است.
درصد باسوادی ۵۵٪ درصد است که دانش‌آموزان دبیرستانی در شهر بوکان به مدرسه می‌روند و بیشتر باسوادان کوسه در بوکان به کسب و کار یا کار اداری مشغول می‌شوند.
روستای کوسه دارای برق، تلفن، آب لوله‌کشی، خانه بهداشت، دبستان، و مسجد است و همچنین در سال ۱۳۹۰ مردم این روستا از گاز طبیعی برخوردارشدند.